# W35
W35 foi uma ogiva termonuclear dos Estados Unidos, seria usado na primeira geração de mísseis balísticos dos E.U.A, o seu desenvolvimento foi impulsionado pelo desenvolvimento do Míssil Atlas, quando a precisão do Atlas foi mostrada como sendo menor que o esperado, a ogiva teve que ser modificada para aumentar o rendimento (fazendo desta forma que mesmo se o míssil errasse o alvo, ele seria abatido), a ogiva XW-35(XW significa ogiva experimental) foi testado na Operação Hardtack com rendimento de 1,37 megatons, era previsto 1,75 megatons, o defeito estava no secundário que não foi muito bem consumido, sobre este defeito o governo achou melhor cancelar a produção e substitui-la pela W49.